# When You Believe
When You Believe è un brano vincitore dell'Oscar per la migliore canzone composto da Stephen Schwartz per la colonna sonora del film di animazione della DreamWorks Il principe d'Egitto e prodotto nella sua versione su cd singolo da Babyface. È il tema principale del lungometraggio ed è cantato in duetto da Whitney Houston e Mariah Carey. Il brano ha venduto oltre 10 milioni di copie nel mondo, ed è stato poi inserito nell'album della Houston My Love Is Your Love e nel greatest hits della Carey Number 1's.
Il duetto viene definito uno dei più brillanti della storia della musica.
Nel film la canzone veniva cantata dai personaggi di Tzipporah (Michelle Pfeiffer) e Miriam (Sally Dowrsky). Nella pellicola le due donne avevano supplicato per anni Dio, ma senza avere nessun risultato e si domandano se non sia stata una perdita di tempo. Tuttavia, realizzano, seguendo il testo della canzone che "possono accadere dei miracoli, quando credi" ("there can be miracles when you believe").
Una versione riarrangiata del brano è stato inoltre il singolo di debutto di Leon Jackson, vincitore della quarta edizione di X Factor inglese.

## Tracce
1. When You Believe (Album Version) - 4:35
2. When You Believe (TV Track) . 4:35
3. I Am Free - Mariah Carey - 3:08
4. You Were Loved - Whitney Houston - 4:10

### Classifiche
| Classifica (1998)                               | Posizione più alta |
| ----------------------------------------------- | ------------------ |
| U.S. Billboard Hot 100                          | 15                 |
| U.S. Billboard Hot R&B/Hip-Hop Singles & Tracks | 14                 |
| U.S. Billboard Adult Contemporary               | 3                  |
| U.S. ARC Weekly Top 40                          | 8                  |
| Giappone Internazionale                         | 1                  |
| Israele                                         | 1                  |
| Spagna                                          | 2                  |
| Svezia                                          | 2                  |
| Svizzera                                        | 2                  |
| Italia                                          | 3                  |
| Regno Unito                                     | 4                  |
| Francia                                         | 5                  |
| Paesi Bassi                                     | 4                  |
| Germania                                        | 8                  |
| Australia                                       | 13                 |
| Canada                                          | 20                 |

## Cover
Un cover del brano del 2007 di Leon Jackson riuscì a raggiungere la prima posizione delle classifiche britanniche e irlandesi.